# Saint Mary's Island
Saint Mary's Island är en ö i Storbritannien.   Den ligger i distriktet North Tyneside i Tyne and Wear iriksdelen England, i den centrala delen av landet, 400 km norr om huvudstaden London.